# Esbat
Gli Esbat sono rituali religiosi pagani e neopagani dedicati al principio femminile della divinità.
Sono associati alle fasi lunari, per cui si festeggiano ogni 30 giorni, seguendo il ciclo lunare. Ogni tradizione festeggia un momento diverso del ciclo lunare. Molte congreghe tendono a festeggiare nella prima notte di luna piena.
Non si deve credere che i pagani festeggino la Luna, ma la Dea, di cui la Luna è un simbolo.

## Mese lunare
Il mese lunare dura un ciclo lunare, ossia 28 giorni solari. Durante i quali la luna assume quattro fasi:
- luna nuova
- luna crescente
- luna piena
- luna calante

Si ritiene che nelle notti di luna piena l'energia emanata dalla luna sia maggiore, ed in genere vi si svolgono i riti magici. Tuttavia esistono riti legati ad ogni diversa fase lunare.
È un momento più intimo rispetto al Sabbat, ed in genere si festeggia con la propria congrega o da soli.
L'anno solare contiene 13 mesi lunari, ossia 13 lunazioni.
Quindi ci sarà un mese solare con due lune piene, la seconda delle quali sarà la tredicesima luna. Quanti seguono un calendario wicca calcoleranno la tredicesima luna in base ai segni zodiacali: ossia la seconda luna piena quando il sole si trova nello stesso segno zodiacale della prima.

## Il nome delle Lune
Ci sono dodici o tredici lunazioni, durante un anno solare, e quindi dodici o tredici Esbat, che ogni anno cadono in date diverse. In alcune tradizioni, sono stati dati diversi nomi a seconda del mese in cui la luna piena cade (i nomi indicati sono quelli maggiormente diffusi sul web):
1. Luna del lupo, gennaio
2. Luna del ghiaccio, febbraio
3. Luna del seme, marzo
4. Luna delle gemme, aprile
5. Luna del fiore, maggio
6. Luna del miele, giugno
7. Luna del raccolto, luglio
8. Luna del grano, agosto
9. Luna della vendemmia, settembre
10. Luna delle foglie, ottobre
11. Luna della neve, novembre
12. Luna fredda, dicembre

La eventuale tredicesima luna, viene detta "Luna blu", considerata da alcuni la più potente nell'arco di un anno solare; infatti è la seconda luna piena che si verifica all'interno di un mese, capita solo una volta ogni 3-5 anni. 
Altre tradizioni però contestano questa nomenclatura, sottolineando al contrario quanto il ciclo/anno lunare è completamente avulso dall'anno solare e dai suoi mesi.

### Significati
La luna è connessa al lato emotivo della vita e le festività lunari servono a ricaricare le nostre energie ed invitano alla riflessione sul mondo che ci circonda.
Alcuni ritengono che sia strettamente legato al ciclo mestruale, che dura 28 giorni.
- Luna del Lupo

È dedicata alla famiglia, e al gruppo. Ci invita a coltivare gli affetti e ricorda l'importanza del lavoro di gruppo.
- Luna del ghiaccio

È un momento di guarigione, di ricarica interiore. Invita all'analisi della propria individualità per potersi migliorare in futuro. L'analisi va effettuata con grande attenzione ed onestà, poiché sarà fondamentale per prepararsi alla luna successiva.
La Luna del Ghiaccio si situa al centro della stagione invernale.
È la quarta lunazione di un anno lunare e inizia, col suo Novilunio, sempre nel mese di gennaio.
La Luna del Ghiaccio rappresenta la luna dell'inverno: le scorte di cibo sono oramai contate, la legna comincia a dover essere misurata per evitare, se l'inverno fosse lungo, di patire il freddo.
In alcune annate il gelo arriva persistente toccando molti gradi sotto zero; la terra è dura, fredda, apparentemente morta.
Resistere a questo mese è l'ultimo sforzo prima dell'atteso arrivo della nuova stagione.
La Luna del Ghiaccio attraversa quasi ogni anno il Sabba di Imbolc o Candelora: si invita la luce ed il calore a tornare, si invita la benedizione della dea celtica Brigid a portare nuovamente fecondità alla terra. È il tempo delle previsioni e dei pronostici per la nuova stagione imminente, è il periodo per il calcolo del momento favorevole per le semine, ricordando che Candelora al solicello siamo solo a mezzo inverno.
Altri nomi di questa lunazione:
Luna Immacolata, Luna di Purificazione, Luna Casta, Luna della Tempesta, Luna Selvatica o Selvaggia, Luna della Fame, Luna Stimolante, Grande Luna, Luna delle Corna, Luna Rinascente, Luna dell'Orso, Vecchia Luna, Luna Grigia, Luna del Vento, Luna dei Dadi, Luna delle Oche, Luna Ossuta, Luna di Carestia, Luna di Pulizia. (Fonte: Calderone Magico).
- Luna del seme

È periodo di cambiamenti e nuove opportunità, così come i semi che danno nuove piante. È una luna dedicata ai nuovi inizi e ai cambiamenti.
- Luna delle gemme

In questo periodo i semi danno le prime gemme, così  nella vita spirituale c'è una rinascita. È il momento di massima produttività spirituale, grazie anche all'aumento dell'energia. 
- Luna del fiore

Nei sabbat si festeggia l'unione tra il Dio e la Dea. Il potere della Dea aumenta, e aiuta a concretizzare qualsiasi lavoro spirituale intrapreso.
- Luna del miele

È un momento ricco nella natura, e dedicato ai cambiamenti in positivo. È una luna che invita a prenderci le nostre responsabilità.
- Luna del raccolto

La natura è al suo splendore, inoltre inizia il primo raccolto. Il Dio è al massimo del suo splendore, quindi questa luna è dedicata a pratiche particolari, che richiedono molta forza e molta attenzione.
- Luna del grano

Ricorda il raccolto del grano, ed invita tutti i praticanti a prendere esempio da questo frutto, che oltre a fornire nutrimento si rigenera dai suoi semi. Invita a riflettere su quanto abbiamo fatto finora, e da quali aspetti positivi della nostra vita possiamo seminare nuovamente per poterci migliorare ancora.
- Luna della vendemmia

È l'ultimo raccolto, insieme all'uva ci sono gli ultimi frutti. È giunto il momento di rilassarsi, dedicandosi all'armonia tra corpo e spirito, tornando il più possibile a contatto con la natura.
- Luna delle foglie

Anche conosciuta come "Luna del Sangue". Originariamente era dedicata agli animali cacciati, si ricordava il loro spirito, e li si ringraziava per il nutrimento che donavano con la loro morte. Anche oggi è dedicata agli animali selvaggi, invitando alla riflessione sulle loro caratteristiche, sperando di imparare da loro per poterci migliorare. Poi rappresenta lo spirito che Esbat ha posseduto, questa luna è fogliare.
- Luna della neve

La natura si ferma, siamo nel cuore dell'inverno e anche noi possiamo fermarci e dedicarci al riposo dell'anima, e al recupero delle forze.
- Luna fredda

È il momento della rinascita, del risveglio. Le nostre energie sono volte al Dio che deve risvegliarsi. Rappresenta la vita, la morte e la rinascita, ed invita alla riflessione sul ciclo della vita-
- Luna Blu

La  Luna Blu non cade sempre nello stesso periodo, ed è carica di potere. È adatta alla divinazione e agli incantesimi più potenti.

## Nella storia
In La Dea delle streghe, Janet e Stewart Farrar sottolineano come per i Babilonesi la luna nuova fosse il momento in cui la Dea è soggetta a ciclo mestruale, e in quel giorno non sia di buon auspicio lavorare.
Nella cultura ebraica, la nuova luna è il primo giorno del mese, chiamato Rosh Chodesh, ed è ancora osservato da alcuni come una festività per le donne.
Il termine esbat è stato adottato solo recentemente e nasce con gli scritti di Margaret Murray. È un vecchio termine francese (la versione moderna francese è "ébat") che significa approssimativamente "festino", con una connotazione sessuale. 
Questo termine fu usato durante i processi per stregoneria in Europa per descrivere il presunto comportamento delle streghe impegnate nell'adorazione del diavolo. La Murray equivocò a causa della incidentale rassomiglianza con il termine sabbat.

## Rito
Non c'è un modello standard di rito e quanto descritto sotto si riferisce alla celebrazione del rito all'interno di una congrega o di una specifica tradizione. Una diversa tradizione o un solitario, potrebbero del tutto cambiare o addirittura stravolgere il rituale.
Nella celebrazione dell'Esbat wiccano la successione degli atti potrebbe essere la seguente:
- introduzione;
- creazione del cerchio magico;
- parola della Dea (si recita un breve testo);
- danza sciamanica;
- Grande Rito, oppure simbolico, attraverso l'unione del calice e dell'athame, e consumo dei doni della Dea (bevanda naturale: vino o succo di frutta, e frutto di stagione);
- ringraziamento e congedo dei guardiani dei punti cardinali;
- saluti;
- rottura del cerchio.